# Ingaí
Ingaí é um município brasileiro do estado de Minas Gerais. Situa-se na Região Geográfica Imediata de Lavras. De acordo com o censo realizado em 2022 sua população era de 2 580 habitantes. 

## História
Existem relatos históricos de que Ingaí já era povoada na segunda metade do século XVII. As primeiras casas surgiram por volta de 1775, por liderança do padre Inácio Franco Torres
Em 1846 tornou-se distrito do município de Lavras.
Em agosto de 1890 ocorreu um sério desacordo, após a municipalidade (?), entre os moradores do povoado ainda conhecido como Arraial da Ponte (?). Um grupo de 14 moradores elitizados liderados pelo capitão Francisco Pinto de Souza resolveram sair do Arraial da Ponte e foram instalar-se num novo local, conhecido como "Aliança". Construíram uma igreja no novo local e as pessoas começaram a edificar suas casas. Mais tarde, o local ficou conhecido como Pinheirinho e a igreja matriz como Igreja de São Sebastião, pois a criação do povoado se concretizou no dia 20 de janeiro (dia do mártir São Sebastião). Com o desenvolvimento do local, famílias mudaram-se do antigo Arraial da Ponte para o povoado de Pinheirinho, que mais tarde pertenceria ao município de Itumirim.

### Significado do nome
O nome Ingaí teve sua origem graças ao nome de uma árvore que, de acordo com relatos, era abundante na região, a árvore do Ingá, que é muito encontrada próxima de rios ou riachos, além de ter uma fruta com um sabor muito doce.

## Geografia
Cidade referência em qualidade de vida. Rica em belezas naturais como serras, canions, cachoeiras e o Rio Grande que corta o território do município.

### Circunscrição eclesiástica
A paróquia de São Sebastião e de São João Batista pertence à Diocese de São João del-Rei.

## Educação
A cidade possui duas escolas na zona urbana, além de outras na zona rural que não estão em funcionamento atualmente, toda demanda de alunos da zona rural foi transferida para a zona urbana da cidade; as escolas são:  
- Escola Estadual Ramiro de Souza Andrade
- Escola Municipal Cantinho Feliz